# Ботанічний сад університету Оулу
Ботанічний сад університету Оулу (фін. Oulun yliopiston kasvitieteellinen puutarha) — ботанічний сад у складі університету Оулу, розташований у головному кампусі університету в районі Ліннанмаа, передмістя Оулу, Фінляндія.

## Історія
Ботанічний сад університету Оулу було засновано у 1960 році. Влітку 1983 року сад перенесли з парку Hupisaarten kaupunginpuisto у центрі Оулу до передмістя Ліннанмаа. Ботанічний сад є підрозділом біологічного факультету університету
Загальна площа ботанічного саду становить 16 гектарів. На відкритих майданчиках вирощують рослини, типові для місцевої флори: фруктові та декоративні рослини, рослини альпійського поясу. Для вирощування рослин теплих кліматичних зон побудували два пірамідальні корпуси. Ці піраміди отримали назви «Ромео» та «Джульєтта».
Оранжерея «Джульєтта» використовується для вирощування рослин — це колекція рослин середземноморського клімату та помірний кліматичного поясу (у тому числі дерева цитрусових та кедри). Висота цієї піраміди — 14 метрів.
В оранжереї «Ромео» вирощують рослини тропіків та субтропіків: банан, дерева какао, кавове дерево, чайні кущі, різні види орхідей, гарденій та камелій). Висота «Ромео» — 16 метрів.

## Загальний вигляд ботанічного саду

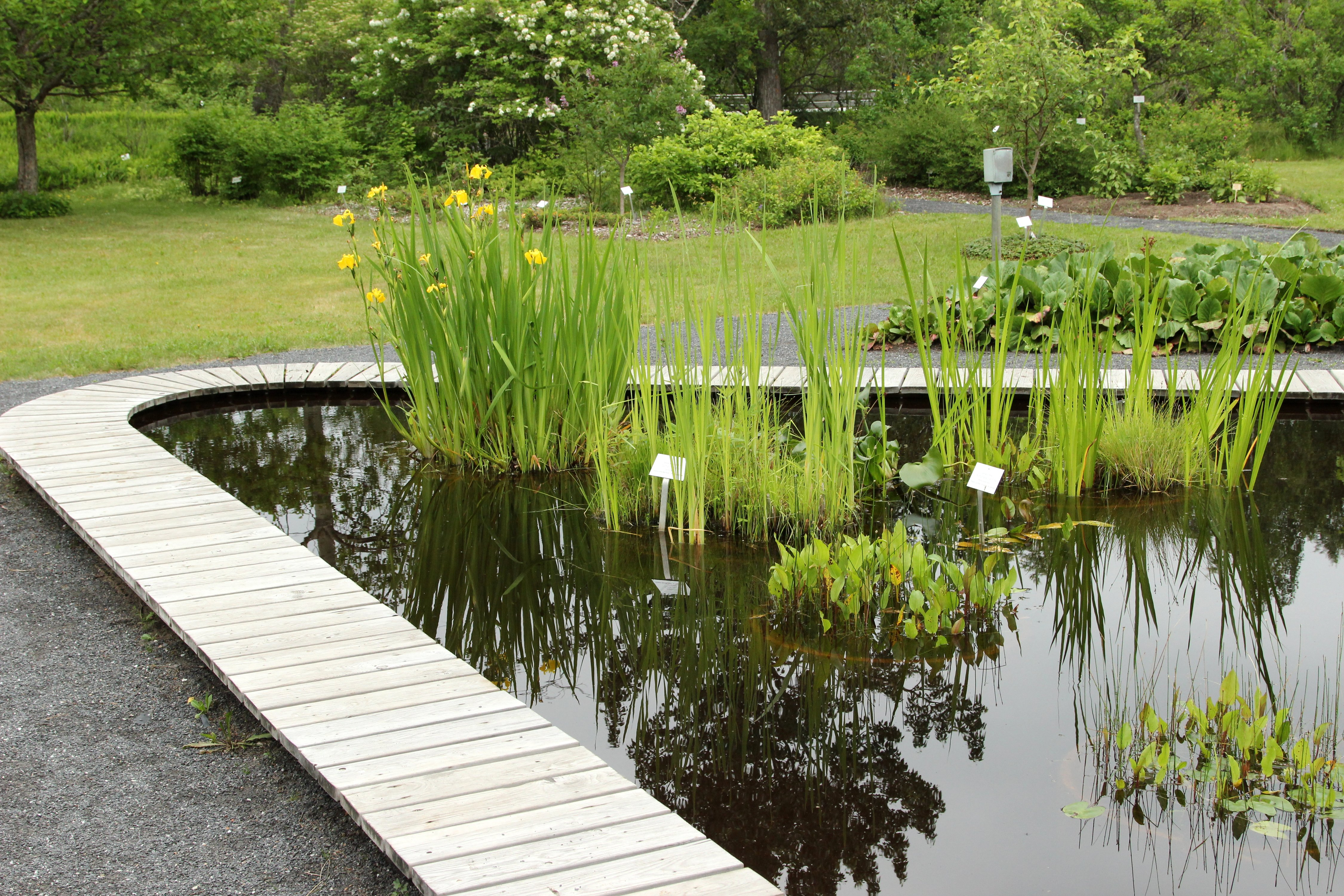
Ставок на відкритому майданчику
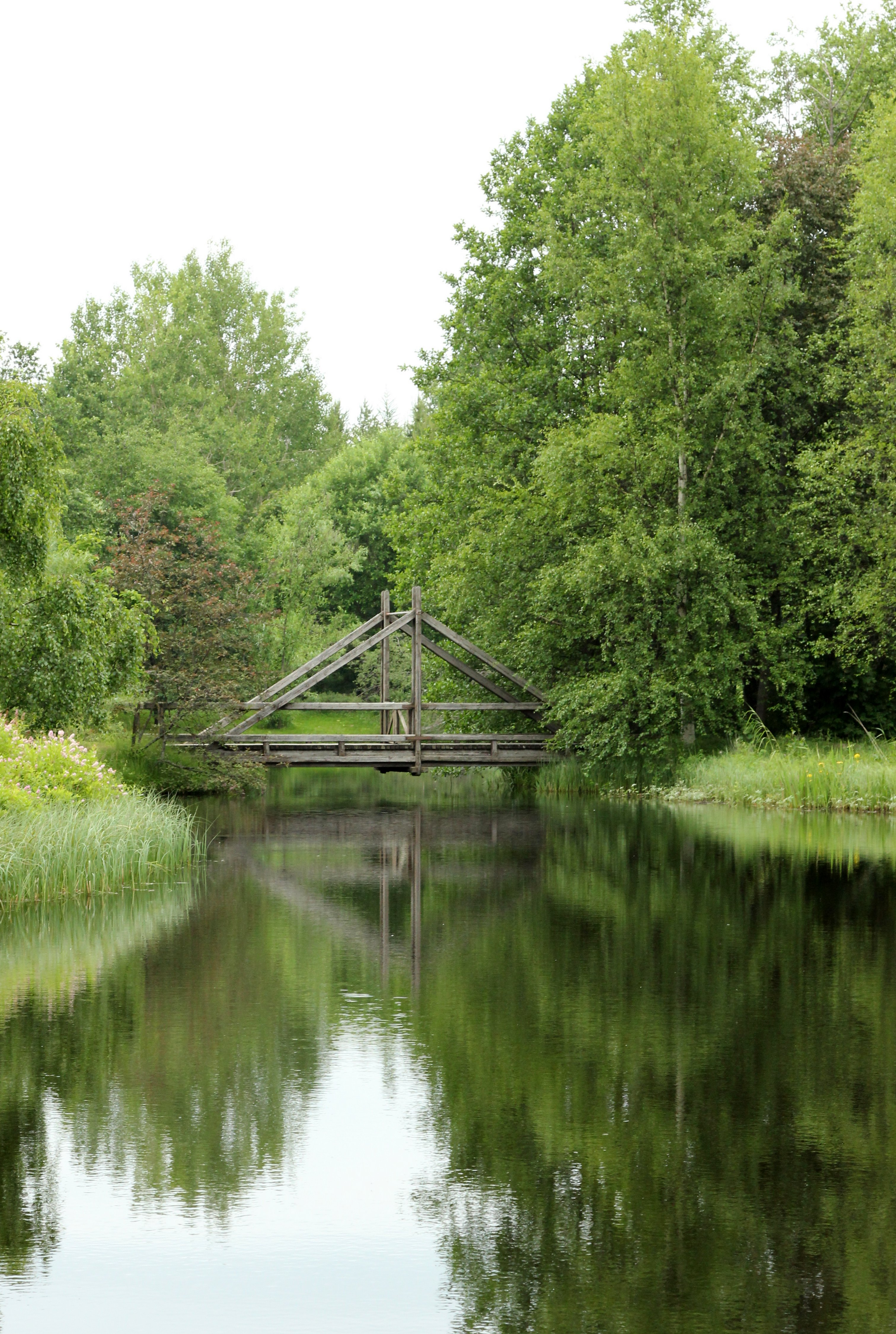
Місток у ботанічному саду
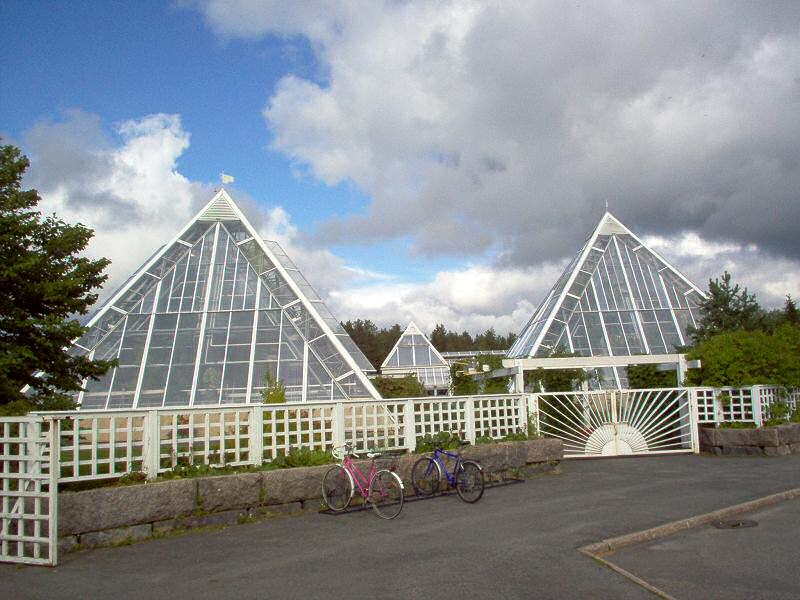
Оранжереї-піраміди «Ромео» та «Джульєтта»

## Рослини відкритих майданчиків

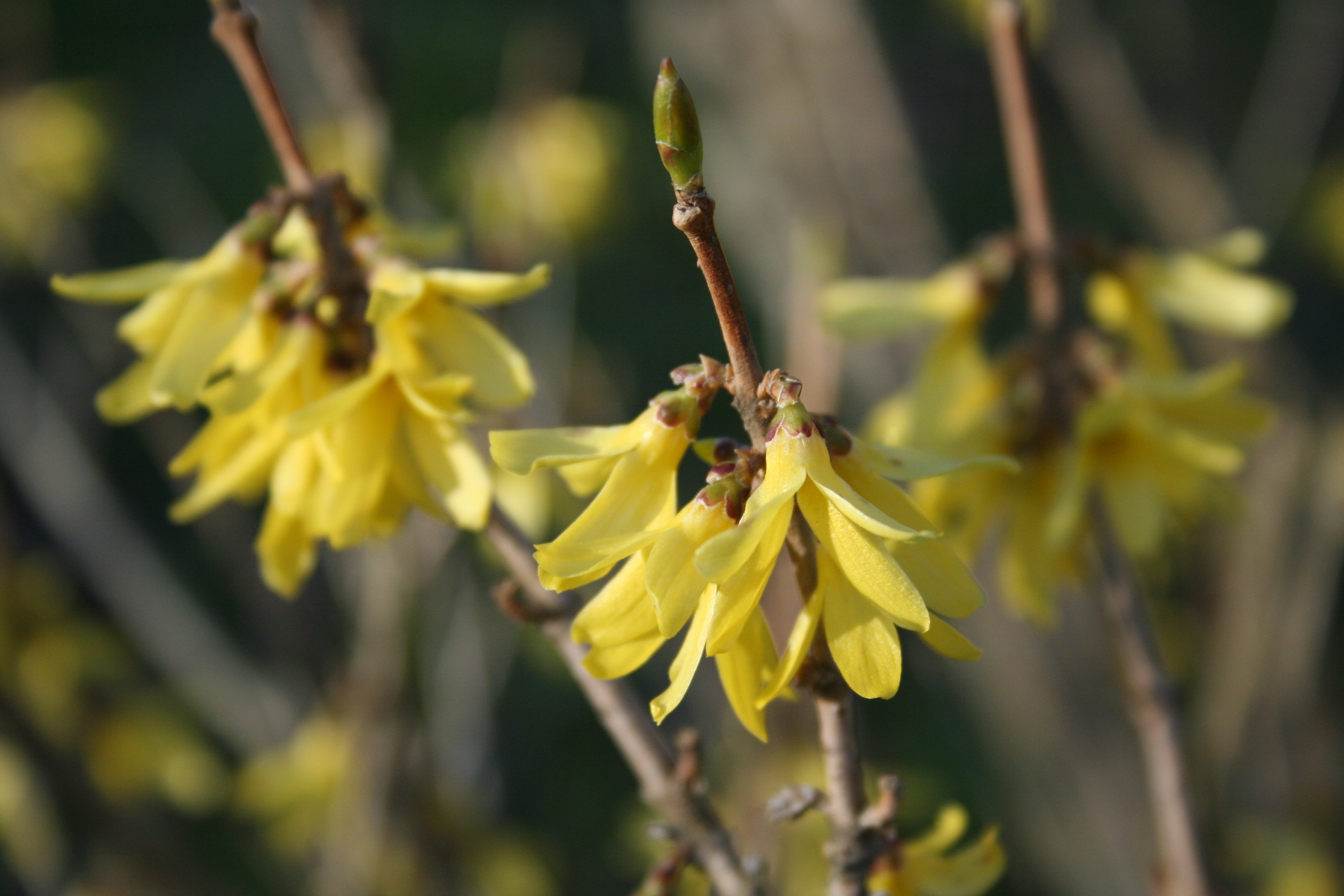
Форзиція
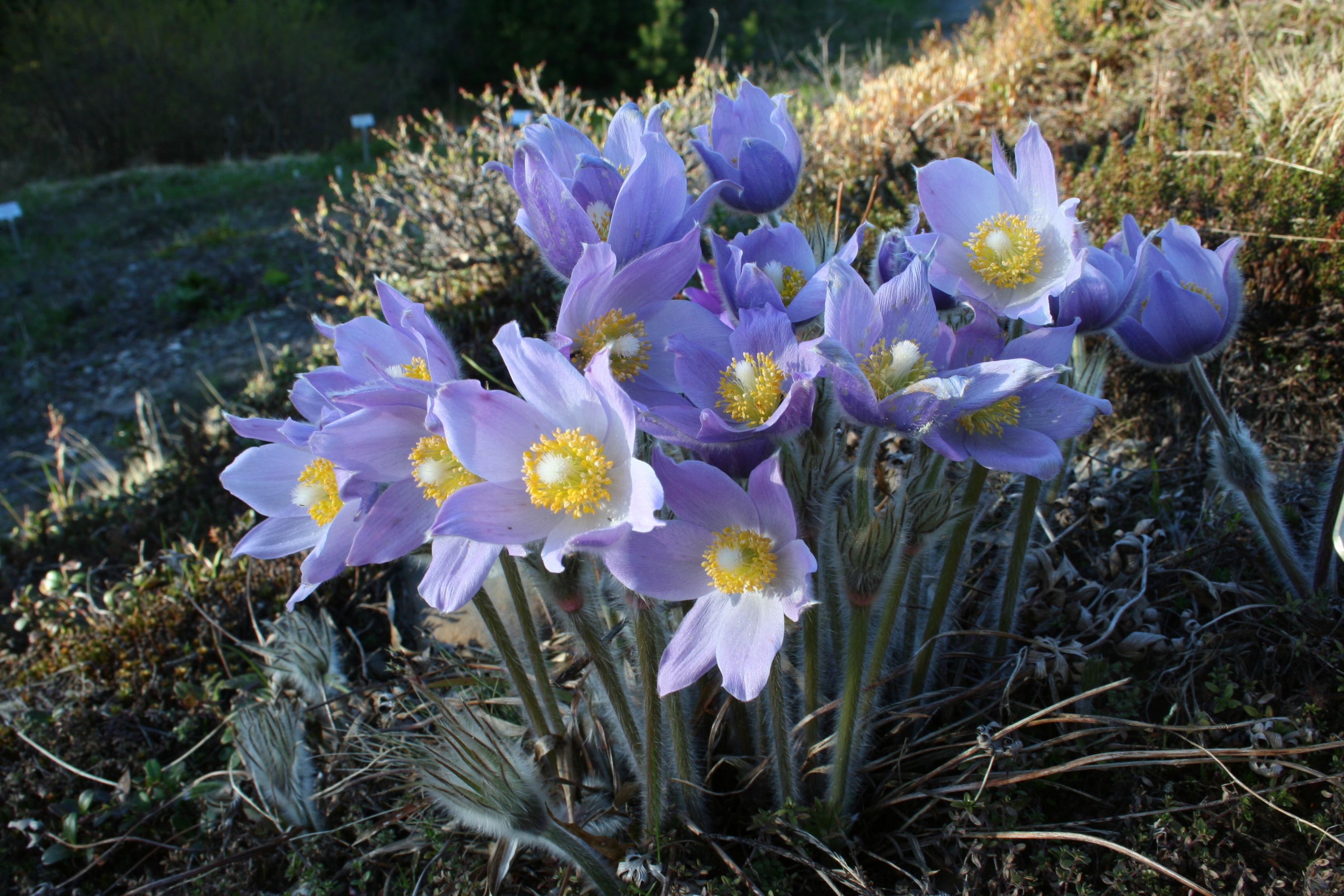
Сон-трава Pulsatilla tenuiloba
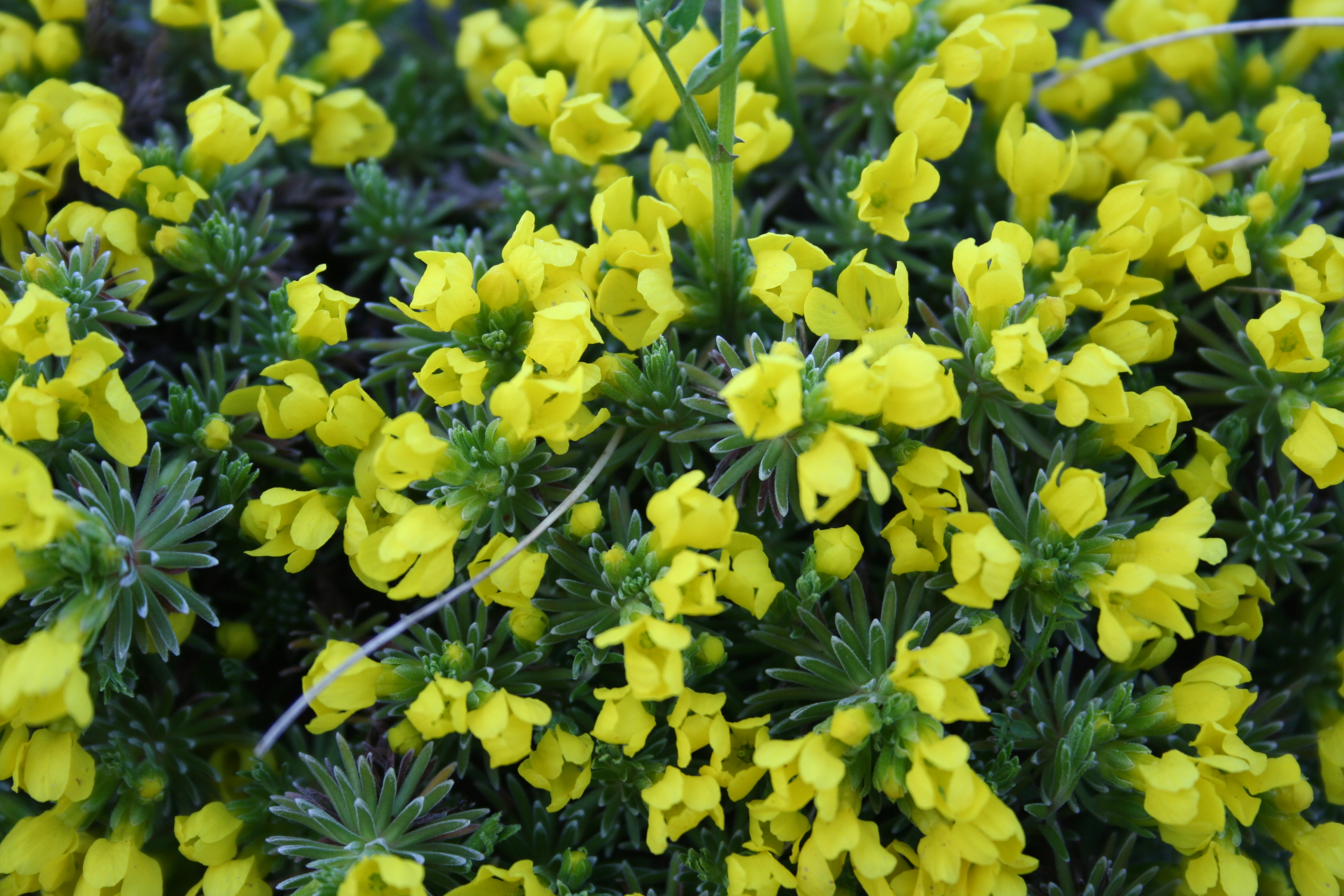
Vitaliana primuliflora